# 太山新村
太山新村是中華人民共和國上海市普陀区东部宜川路街道的一個住宅區，它位於驪山路以東，沪太路以西，華陰路以南，中山北路以北，占地面積11.5公顷，建筑面积14.8万平方米。太山新村共分為3个小村，有56幢混凝土结构多层楼房。

## 歷史
清代中期後，當地是赵家花园南花园一部分。1930年代前后，赵家花园的花农将赵家花园境内一所私塾改建成花神庙，1953年又改为南赵宅小学。中華人民共和國建国后，从山东泰山附近迁居来此者增多。1958年，當地以泰山命名為泰山宅。此時當地有占地约2.7万平方米的住房。1980年起该地被征用，原來的房屋被拆除並兴建太山新村。